# Sant Andreu de la Fatarella
Sant Andreu de la Fatarella és una obra de la Fatarella inclosa a l'Inventari del Patrimoni Arquitectònic de Catalunya.

## Descripció
És una església renaixentista, amb volta gòtica i façana barroca, d'una nau i capelles laterals.
L'interior té volta de creueria amb tercelets i capçalera poligonal, tot gòtic fins a una cornisa que lliga pilastres laterals que recullen els arcs formers, torals i nervadures de les voltes. De la cornisa cap avall les formes són renaixentistes, a excepció de les voltes nervades de creueria de les capelles laterals, formades per arcs de mig punt. Totes les voltes tenen pedres clau. La façana és d'un barroc molt ric, profusament ornat. Hi ha dues portalades, una a la façana i una altra més senzilla a un lateral.
El campanar és quadrat amb cantonades arrodonides. La coberta és original, tota feta de lloses de pedra, i hi ha cor i púlpits a l'interior.

## Història
L'església fou feta pel bisbe cardenal de Tortosa, Agustí Spinola, el 1620, a expenses del patrimoni de la vila.
Es començà a bastir l'any 1628 i es parà l'obra el 1631 a l'alçada dels púlpits, el que es nota exteriorment per una filera de carreus. En un segon període es va reprendre l'any 1765, acabant el 1769. La façana és d'aquesta època.
Abans d'edificar l'actual església n'hi havia una altra de més petita, portada per la confraria del Roser. Al costat es troba el cementiri.